# Lịch sử Nga (1855–1892)
Năm 1855, Aleksandr II bắt đầu trị vì là Sa hoàng của Nga và chủ trì một thời kỳ cải cách chính trị và xã hội, đáng chú ý là sự giải phóng nông nô vào năm 1861 và dỡ bỏ kiểm duyệt. Người kế vị Aleksandr III (1881–1894) theo đuổi chính sách đàn áp và hạn chế chi tiêu công, nhưng vẫn tiếp tục cải cách ruộng đất và lao động. Đây là thời kỳ gia tăng dân số và công nghiệp hóa đáng kể, mặc dù Nga vẫn là một quốc gia nông thôn.
Các phong trào chính trị thời đó bao gồm những người theo chủ nghĩa dân túy (Narodniki), vô chính phủ và Marx. Một tổ chức cách mạng có tên (Narodnaya Volya) đã ám sát Aleksandr II. Một luồng tư tưởng khác được thể hiện trong Slavophiles, những người chống lại hiện đại hóa và Tây phương hóa.
Nga tiếp tục mở rộng đế chế của mình, chiếm đóng Kavkaz, Tashkent và Samarkand. Trong các vấn đề đối ngoại, giai đoạn bắt đầu với kết thúc Chiến tranh Krym. Chính sách của Nga đã đưa nó vào cuộc xung đột với các cường quốc châu Âu khác, đặc biệt là Áo-Hungư, khi nước này tìm cách mở rộng ảnh hưởng đối với các phần châu Âu của Đế quốc Ottoman đang thoái trào và giành lại quyền tiếp cận hải quân đến Biển Đen. Điều này lên đến đỉnh điểm trong một cuộc chiến thành công với Đế quốc Ottoman năm 1877, 18188, sau đó là Hiệp ước San Stefano và Quốc hội Berlin năm 1878, theo đó một nước Bulgaria độc lập ra đời và bằng cách mua lại các lãnh thổ Ottoman cũ ở Nam Kavkaz. Nga đã gia nhập Đức và Áo-Hungary trong Liên minh Ba Hoàng đế, nhưng xích mích vẫn tiếp tục với cả hai đối tác về Bulgaria và liên minh với Đức đã chấm dứt vào năm 1890.

## Nông nghiệp
Trong nửa sau của thế kỷ XIX, nền kinh tế Nga tăng trưởng chậm hơn so với các quốc gia chính của châu Âu, mặc dù Nga có dân số lớn hơn nhiều. Hầu hết dân số này được tạo thành từ những người nông dân sống trong các cộng đồng nông thôn trong một chế độ nông nghiệp sinh tồn thuần túy. Sa hoàng bị bãi bỏ chỉ vào năm 1861 nhưng không có cải cách nông nghiệp có khả năng cung cấp đất đai cho nông dân. Ngành công nghiệp nói chung ít phát triển đặc biệt là thiếu vốn và ưu đãi từ nhà nước ngay cả khi trong một số lĩnh vực, nhờ vốn nước ngoài, đã có một sự phát triển nhất định. Từ 1850 đến 1900dân số Nga tăng gấp đôi, nhưng chủ yếu vẫn là dân số nông thôn. Tốc độ tăng trưởng dân số Nga từ năm 1850 đến 1910 là một trong những quốc gia cao nhất trong số các cường quốc, ngoại trừ Hoa Kỳ.
Nông nghiệp, lạc hậu về công nghệ, vẫn nằm trong tay nông dân phục vụ và những trang trại của nhà nước chiếm bốn phần năm dân số nông thôn. Bất động sản lớn với phần mở rộng lớn hơn năm mươi km² chiếm khoảng 20 phần trăm doanh nghiệp nông nghiệp, nhưng một vài trong số đó đã hoạt động hiệu quả. Quy mô nhỏ của các trang trại và sự gia tăng dân số nhanh chóng dẫn đến sự gia tăng các vùng đất được trồng lúa mì làm thiệt hại cho vùng đất được dành cho họa sĩ.

## Công nghiệp
Vào thế kỷ XIX, nền kinh tế Nga dựa trên tất cả việc xuất khẩu nông sản và nguyên liệu thô. Sự tăng trưởng của ngành là rất đáng kể, mặc dù không chắc chắn và về mặt tuyệt đối không rộng rãi. Các khu vực công nghiệp bao gồm Moskva, các khu vực trung tâm của Nga thuộc châu Âu, Sankt Peterburg, các thành phố của Baltic, Ba Lan, một số khu vực dọc theo hạ Don và Dnieper và các khu vực phía nam Ural. Năm 1890, Nga có 32.000 km đường sắt và số công nhân khoảng 1.400.000, trong đó lớn nhất được sử dụng trong ngành dệt may. Giữa năm 1860 và sản lượng than hàng năm 1890 tăng khoảng 1200% lên 6,6 triệu tấn và sản xuất sắt thép tăng hơn gấp đôi lên 2 triệu tấn mỗi năm. Ngân sách nhà nước tăng gấp đôi trong khi lãi cho các khoản nợ tăng gấp bốn lần, chiếm 18% chi phí chính thức vào năm 1891.
Ngoại thương vẫn không đủ để cung cấp những gì cần thiết cho đế chế. Cho đến khi nhà nước áp đặt mức thuế cao đối với hàng hóa công nghiệp, vào năm 1880, không có nguồn lực nào để giao dịch với phương tây vì doanh thu của ngành không đủ để trả nợ. Sự phát triển của ngành công nghiệp kéo theo sự ra đời của giai cấp vô sản đô thị, ngay sau đó, bất chấp sự đàn áp, bắt đầu tự tổ chức trong các công đoàn bí mật đầu tiên, tiếp xúc với các ý tưởng xã hội chủ nghĩa và cộng sản đang phát triển ở châu Âu.

## Trong thập kỷ Vitte cải cách

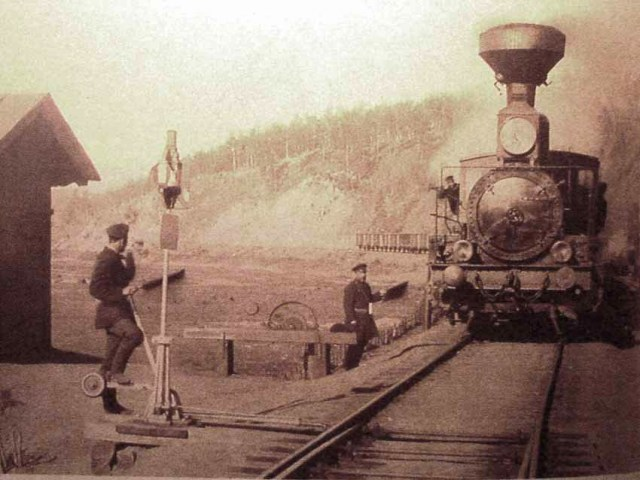
Đường ray xuyên Siberia ở ga Khilok

Đến cuối thế kỷ XIX, sự lạc hậu và yếu kém trong đối ngoại đã đạt đến tỷ lệ đáng lo ngại. Năm 1891, nạn đói đã giết chết nửa triệu nạn nhân và các hoạt động của Trung Quốc và Nhật Bản gần biên giới với Nga được coi là một mối đe dọa nghiêm trọng. Để phản ứng với tình trạng này, chế độ Sa hoàng đã buộc phải áp dụng một chương trình kinh tế đầy tham vọng nhưng nặng nề do Sergei Vitte, một bộ trưởng tài chính kiên quyết thiết kế. Vitte đã chiến đấu để đưa ra các khoản vay ở nước ngoài, thực hiện giá vàng của đồng tiền Nga, giữ mức thuế caovề nông dân, đẩy nhanh sự phát triển của ngành công nghiệp nặng và xây dựng tuyến đường sắt xuyên Siberia.
Những chính sách này nhằm hiện đại hóa đất nước, bảo đảm biên giới của vùng viễn đông và trao cho Nga một vị trí có thẩm quyền cho phép nước này khai thác tài nguyên của các vùng lãnh thổ phía bắc Trung Quốc ở Hàn Quốc và Siberia. Chính sách bành trướng này là phiên bản tiếng Nga của logic của chủ nghĩa đế quốc được phát triển vào thế kỷ XIX bởi các quốc gia khác với những vùng đất rộng lớn chưa được khám phá như Hoa Kỳ. Năm 1894, sự trỗi dậy của Nikolai II yếu đuối lên nắm quyền sau cái chết của Aleksandr III đã cho Vitte và các bộ trưởng khác cơ hội thống trị chính phủ

## Kết luận
Chính sách của Vitte đã có kết quả hỗn hợp. Mặc dù suy thoái kinh tế sâu sắc đã ảnh hưởng đến nền kinh tế thế giới vào cuối thế kỷ, việc sản xuất than, sắt, thép và dầu tăng gấp ba lần, ở Nga, giữa năm 1890 và 1900. Sự phát triển của đường sắt tăng gấp đôi, khiến mạng lưới đường sắt Nga chỉ đứng sau Mỹ. Mặc dù vậy, sản xuất và xuất khẩu ngũ cốc không đạt được tăng trưởng đáng kể và nhập khẩu tăng trưởng hơn xuất khẩu. Ngay cả ngân sách nhà nước cũng tăng gấp đôi, do đó gần như hủy bỏ hoàn toàn một vài lợi ích của phát triển kinh tế.
Các nhà sử học phương Tây không đồng ý về giá trị của cải cách của Vitte; Một số thuộc tính cho chính sách của ông thực tế là ngành công nghiệp nhẹ của Nga, không có trợ cấp và hợp đồng công cộng, đã phải chịu một thất bại nặng nề. Nhiều nhà phân tích tin rằng việc xây dựng Đường sắt xuyên Siberia (được hoàn thành từ Moksva đến Vladivostok vào năm 1904) và các doanh nghiệp ở Mãn Châu và Hàn Quốc đã thất bại về kinh tế và dẫn đến cạn kiệt kho bạc công cộng. Chắc chắn các chi phí và kết quả đáng ngờ của các cải cách của ông đã góp phần vào việc từ chức của Vitte vào năm 1903.